# Bestwood
Bestwood – dzielnica miasta Nottingham, w Anglii, w Nottinghamshire, w dystrykcie (unitary authority) Nottingham. W 2011 roku dzielnica liczyła 16 753 mieszkańców.